# Nhà Kính (Budapest)

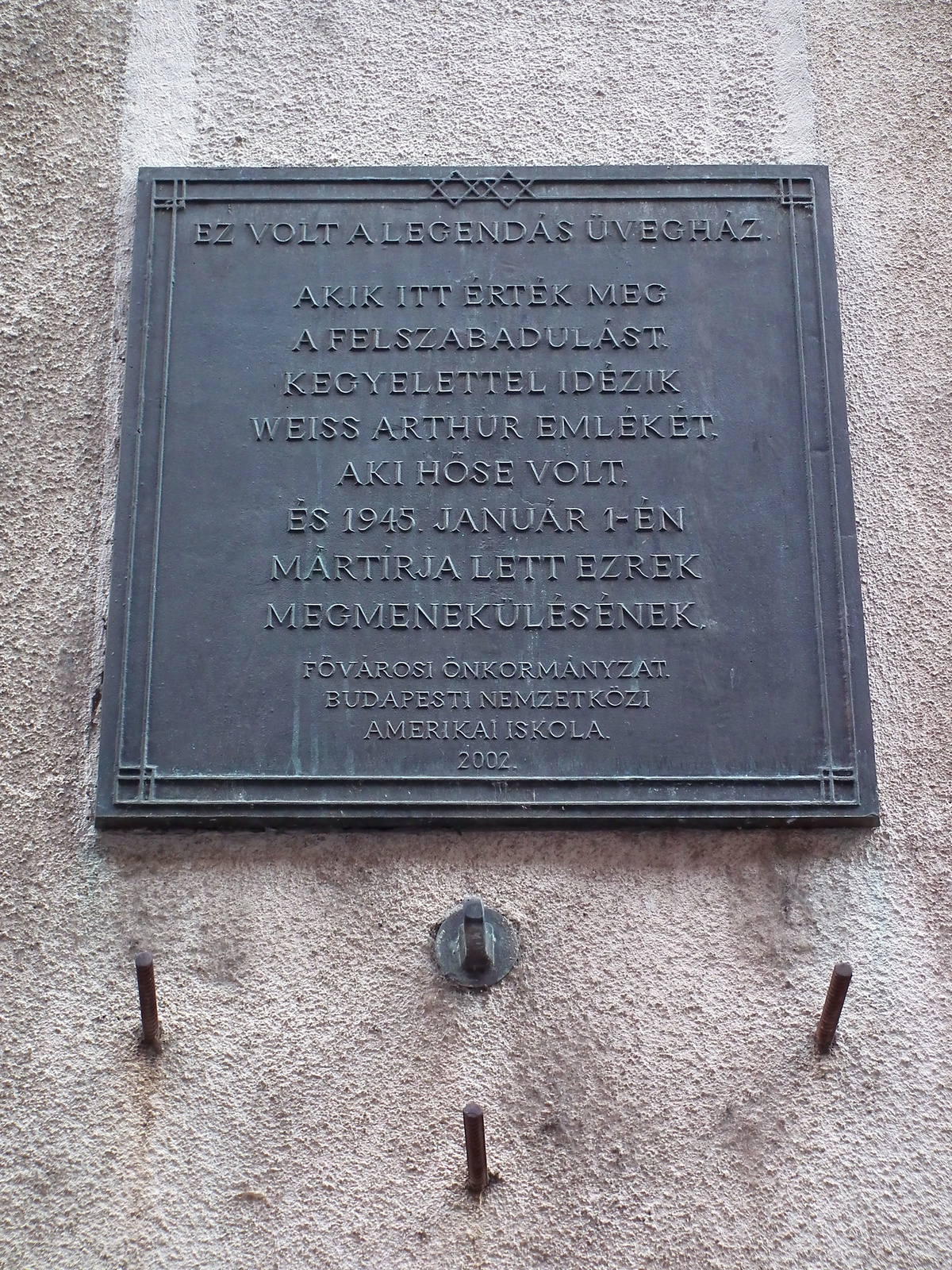
Tấm bảng tưởng niệm tại khu vực Nhà kính (Glass House)

Nhà Kính (tiếng Hungary: Üvegház) là một tòa nhà được nhà ngoại giao Thụy Sĩ Carl Lutz sử dụng để giúp đỡ những người Do Thái ở Budapest tị nạn trong thời kỳ diệt chủng Holocaust.

## Trong suốt thời kỳ diệt chủng Holocaust
Vào thời kỳ Holocaust, người Do Thái phải chịu đựng sự săn lùng bởi quân phát xít Hungary, những kẻ sát nhân bài Do Thái và Đức Quốc xã. Có thời điểm, Nhà Kính đã cung cấp nơi ẩn náu cho hơn 3000 người Do Thái Không chỉ là nơi trú ẩn, Nhà Kính cũng là trụ sở chính của lực lượng thanh niên Do Thái hoạt động ngầm (đây là một tổ chức đã cứu sống rất nhiều người). Do đó, nơi đây có ý nghĩa và vị trí không nhỏ trong trái tim người dân.
Tòa nhà từng là một nhà máy sản xuất thủy tinh, nằm ở số 29 Phố Vadász, gần Nhà thờ Thánh Stephen và Tòa nhà Quốc hội Hungary.
Nhà ngoại giao Carl Lutz được ghi nhận đã cứu sống 62.000 người Do Thái khỏi thảm họa Holocaust bằng cách phát hành những bức "thư bảo vệ" - một phương tiện ngoại giao cứu mạng cho người dân Do Thái. Ngoài ra, vào năm 1942, sau khi trở thành Phó lãnh sự Thụy Sĩ đặt tại Budapest, ông đã giúp 10.000 trẻ em Do Thái di cư đến Israel. 

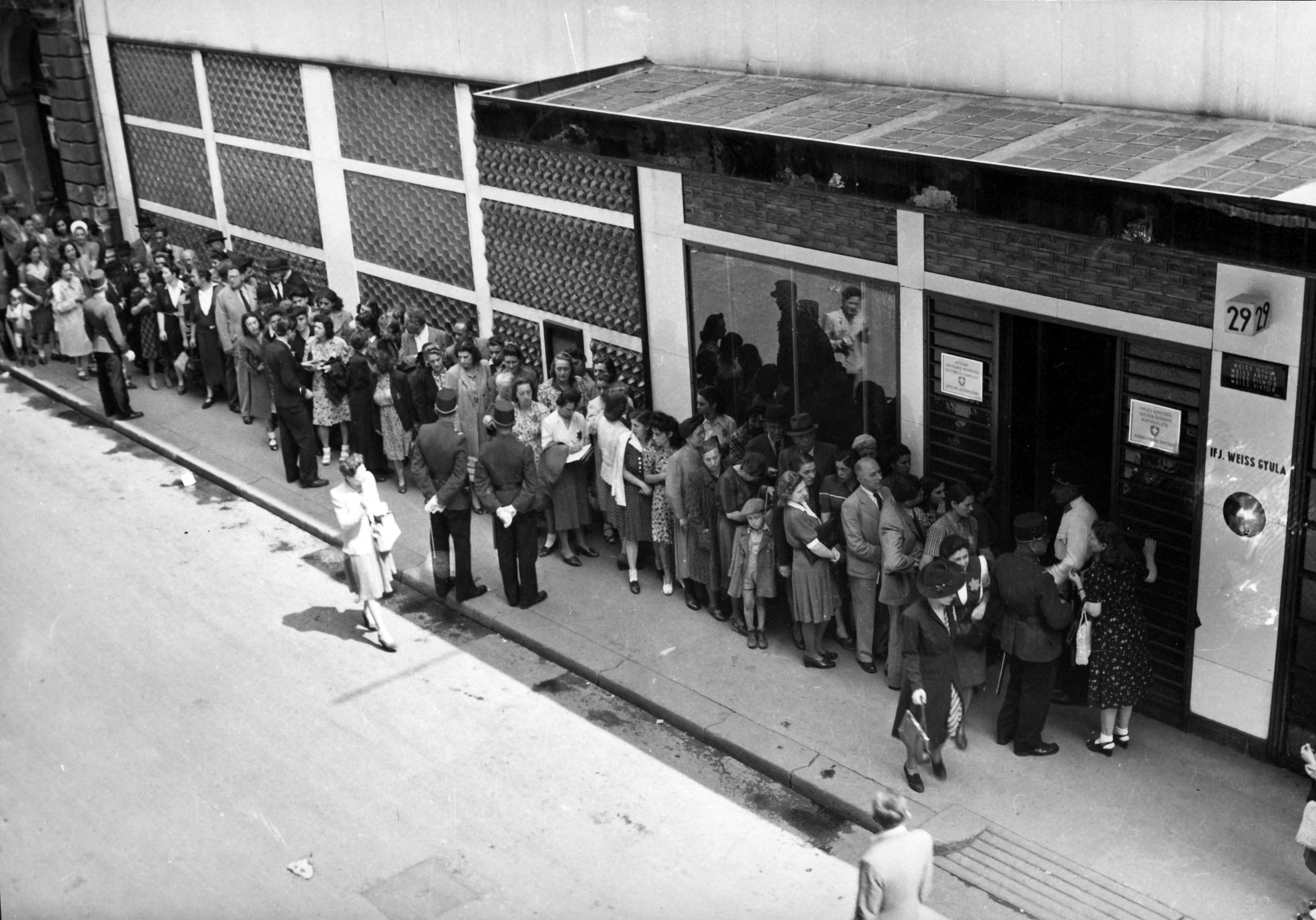
Người Do Thái xếp hàng chờ đợi tại Nhà kính (Üvegház) ở Budapest, 1944. Bức ảnh này được chụp bởi Agnes Hirschi, con gái của Carl Lutz.

Lutz sinh ra ở Thụy Sĩ vào năm 1895. Đến năm 18 tuổi, ông di cư đến Hoa Kỳ và sống tại đây 20 năm. Ông được bổ nhiệm làm phó lãnh sự Thụy Sĩ tại Budapest, Hungary vào năm 1942, Lutz nhanh chóng hợp tác với tổ chức Jewish Agency for Israel, ban hành các giấy thông hành của Thụy Sĩ cho phép trẻ em Do Thái di cư. Khi Đức Quốc xã tiếp quản Budapest vào năm 1944 và bắt đầu trục xuất người Do Thái đến các trại tập trung, Lutz đã thương lượng một thỏa thuận đặc biệt với chính phủ Hungary và Đức Quốc xã: ông được phép gửi thư bảo vệ cho 8.000 người Do Thái Hungary di cư đến Palestine.
Lutz sau đó đã cố tình hiểu sai về quyền hạn của mình. Ông gửi thư bảo vệ cho 8.000 hộ gia đình chứ không phải chỉ 8.000 cá nhân. Ông tiếp tục phát hành hàng chục nghìn lá thư bảo vệ khác, tất cả đều mang số từ một đến 8.000. Ông cũng thiết lập khoảng 76 ngôi nhà an toàn xung quanh Budapest, tuyên bố đó là những khu lãnh thổ của quân đoàn Thụy Sĩ. Trong số những ngôi nhà an toàn, ngôi nhà nổi tiếng nhất là Nhà Kính, nơi hơn 3.000 người Do Thái đã dùng làm nơi ẩn náu và được bảo vệ, tránh khỏi những kẻ đàn áp máu lạnh.
Sau chiến tranh, Lutz ban đầu bị khiển trách vì đã đi quá xa trong quyền hạn của mình, nhưng đã được chính phủ Thụy Sĩ minh oan và vinh danh vào năm 1957. Ông nghỉ hưu vào năm 1961 từ chức vụ lãnh sự Thụy Sĩ.
Vì đã mạo hiểm mạng sống của mình để giúp đỡ người Do Thái trong cuộc diệt chủng Holocaust, Lutz vào năm 1964 đã trở thành công dân Thụy Sĩ đầu tiên được Yad Vashem, cơ quan tưởng niệm Holocaust ở Israel, công nhận là "Người dân ngoại công chính".
Lutz qua đời tại Bern, Thụy Sĩ, năm 1975.

## Kỷ niệm

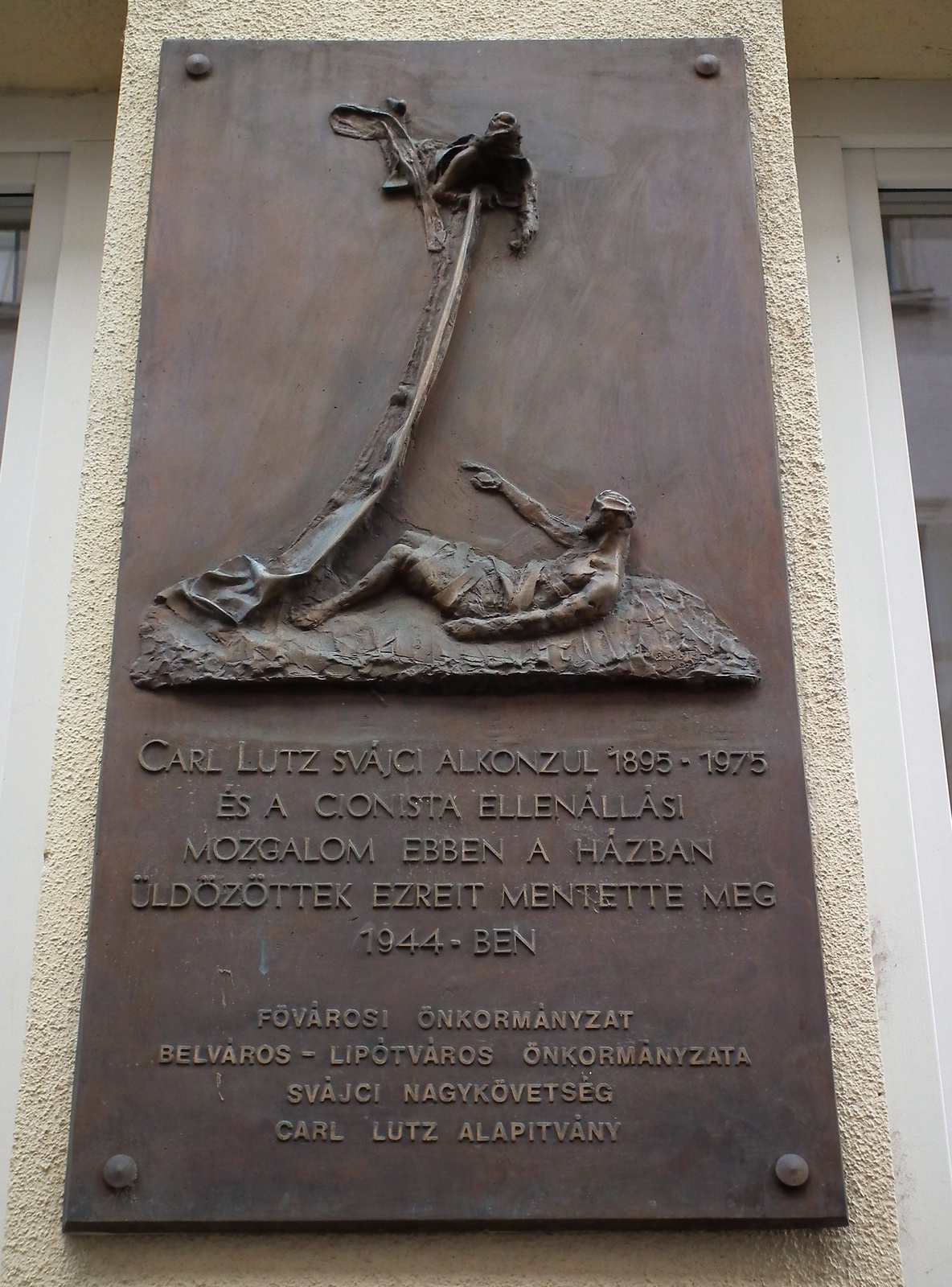
Tấm bảng tưởng niệm Carl Lutz

Nhà Kính hiện đang mở cửa cho du khách tham quan như một bảo tàng lưu trữ lịch sử về cuộc đời và các hoạt động của Carl Lutz. Năm 1991, tại lối vào khu ổ chuột cũ Budapest, người ta dựng lên một bức tường thành cho ông. Mặc dù hơn 400.000 người Do Thái Hungary đã chết trong cuộc diệt chủng Holocaust, nhưng 125.000 người sống sót và một nửa trong số đó là nhờ nỗ lực của Carl Lutz.

## Liên kết ngoại
- Nhà kính Budapest (Üvegház)